# 1951 في أستراليا
فيما يلي قوائم الأحداث التي وقعت خلال عام 1951 في أستراليا.

## رياضة
- 1 يناير – البطولات الأسترالية 1951

## مواليد

### يناير
- 20 يناير – كلايد سيفتون درّاج طريق أسترالي.

### مارس
- 12 مارس – روندا بايرن كاتبة سيناريو أسترالية.

### مايو
- 1 مايو – توني موندن ملاكم أسترالي.
- 7 مايو – هاري وليامز لاعب كرة قدم أسترالي.
- 17 مايو – فرانسيس غري محامي أسترالي.

### يوليو
- 4 يوليو – جون ألكسندر
- 6 يوليو – جيوفري راش
- 31 يوليو – ايفون جولاجونج كولي لاعبة كرة مضرب أسترالية.

### أغسطس
- 5 أغسطس – جون جارات ممثل أسترالي.
- 30 أغسطس – داني كلارك دراج أسترالي.

### سبتمبر
- 19 سبتمبر – بيل دوفرز
- 28 سبتمبر – روس شالدرز
- 30 سبتمبر – باري مارشال

### أكتوبر
- 20 أكتوبر – كين هام

### نوفمبر
- 1 نوفمبر – روس كيس لاعب كرة مضرب أسترالي.
- 20 نوفمبر – بيتر هول غافن

### ديسمبر
- 18 ديسمبر – أندي توماس رائد فضاء أمريكي.
- 26 ديسمبر – ستيف بيسلي ممثل أسترالي.

## وفيات

### مارس
- 8 مارس – تشارلز كولمان (مواليد 1885)

### أكتوبر
- 12 أكتوبر – ليون إيرول (مواليد 1881) ممثل أسترالي.

### ديسمبر
- 4 ديسمبر – هاري ألين (مواليد 1883) ممثل أمريكي.